# Anenský vrch (Góry Orlickie)
Anenský vrch (dawniej też Arnoštka, niem. Ernestinenberg) – szczyt leżący w głównym grzbiecie Gór Orlickich.
Od roku 1760 na szczycie stała kaplica św. Anny. W latach 1820 i 1860 była rekonstruowana, a w 1937 została rozebrana i przeniesiona nad osadę Hadinec. Na szczycie są dwa schrony dla piechoty (bunkry przeciwpiechotne) czechosłowackich umocnień R-S 84 „Arnošt“ i R-S 85 „Anna“ z roku 1937. Od października 2010 stoi na Anenským vrchu wysoka na 17 metrów drewniana wieża widokowa „Anna“.

## Przynależność geomorfologiczna
Anenský vrch znajduje się w mezoregionie Góry Orlickie, w Deštenskiej hornatinie (wyżynie), w Orlickým hřbecie (Grzbiecie Orlickim), w jego części zwanej Anenský hřbet.

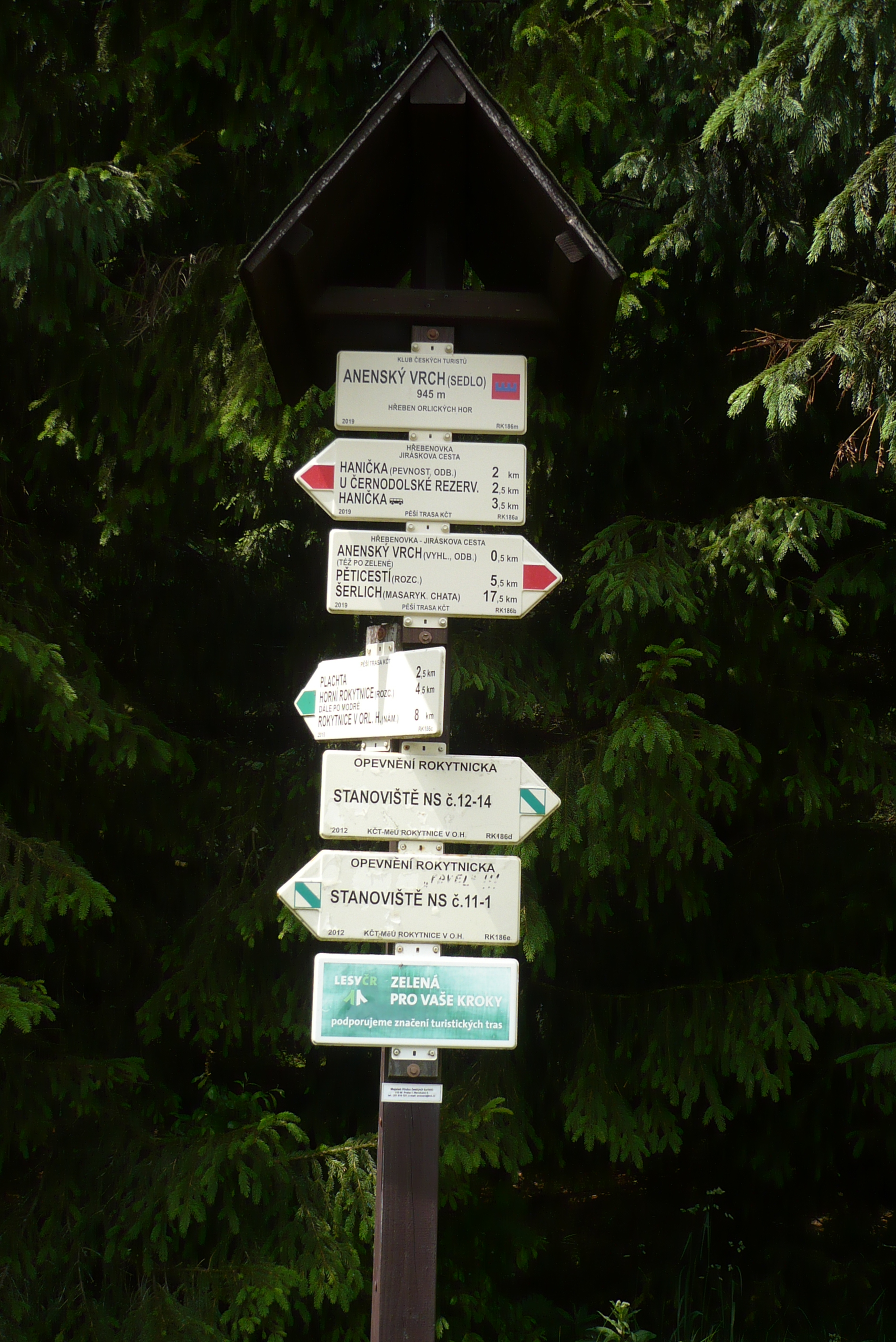
Znak
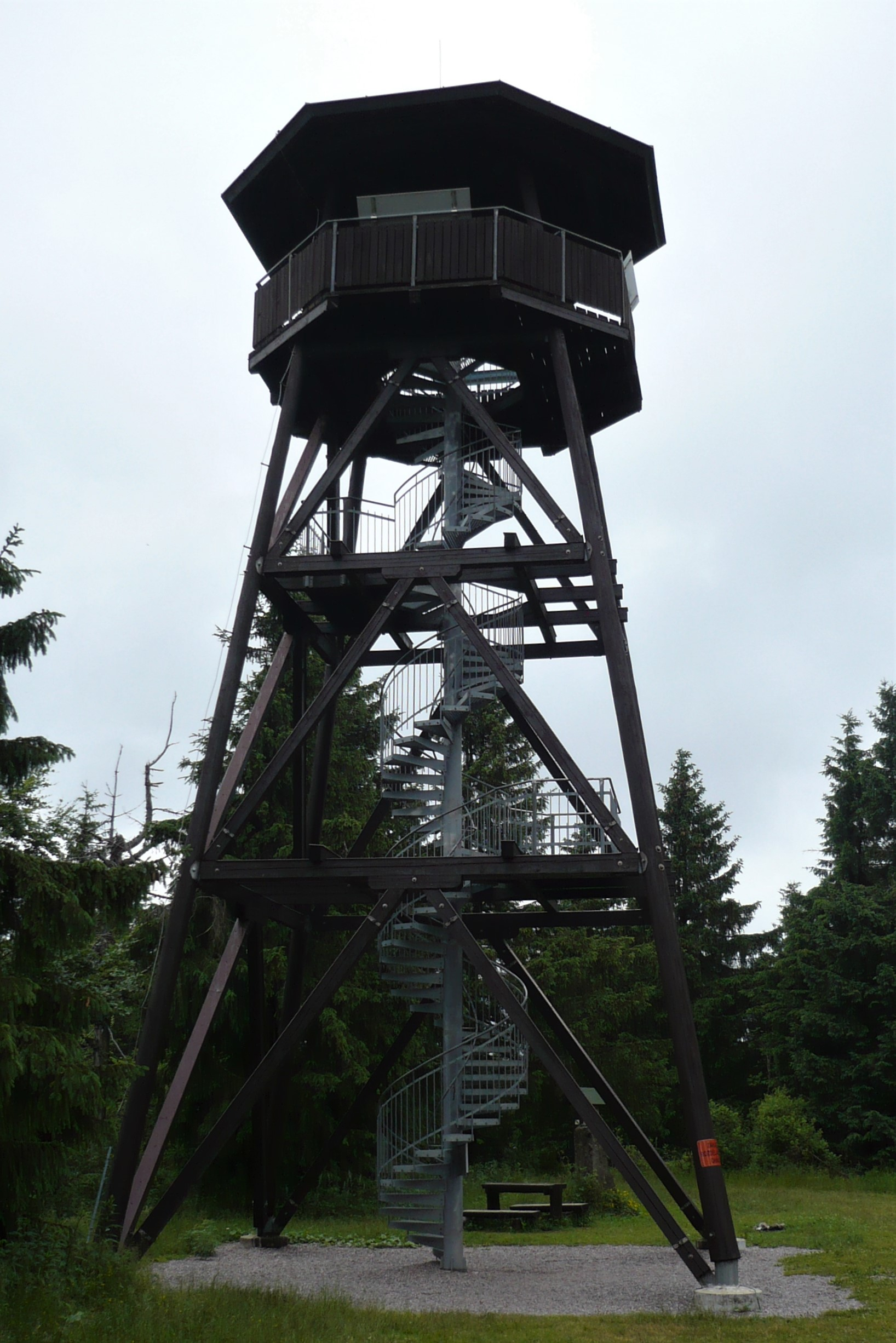
Wieża
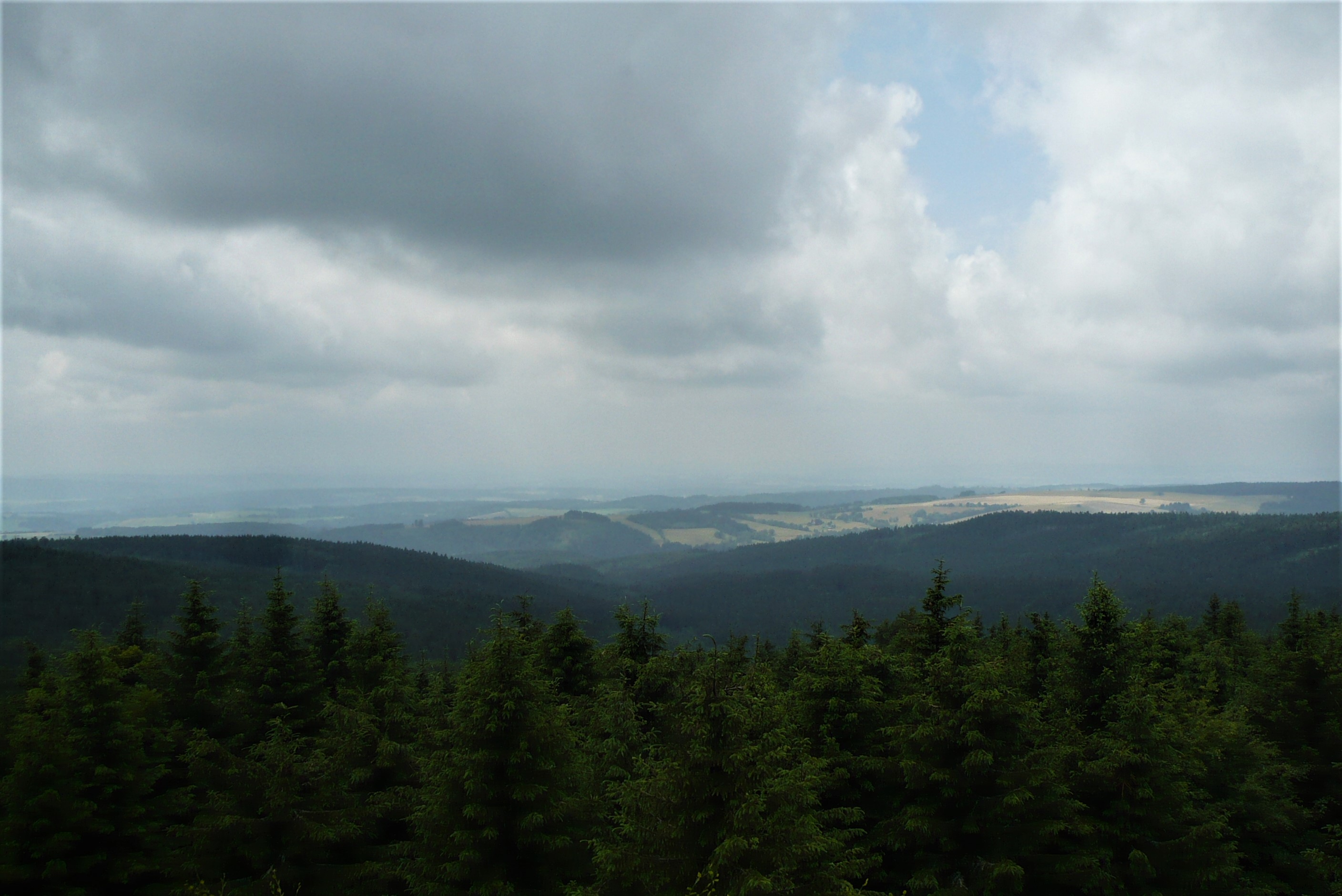
Widok z wieży
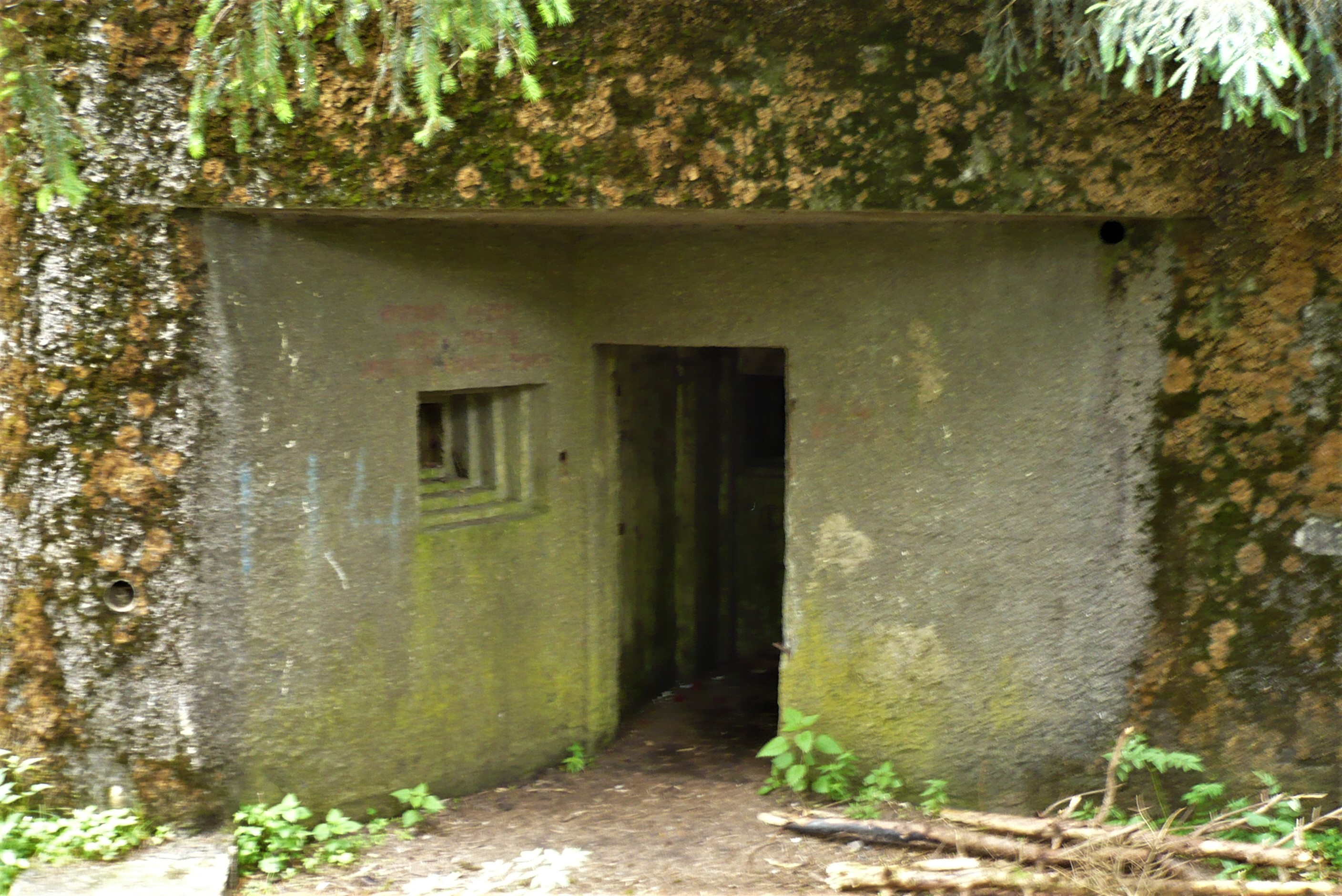
Schron R-S 85 „Anna“

## Szlak
Do szczytu wiedzie około 400-metrowe odbicie ze Szlaku Jiráska.